# Martine Dornier-Tiefenthaler
Martine Dornier-Tiefenthaler (geborene Tiefenthaler, * 21. August 1954 in München) ist eine deutsch-österreichische Juristin. Beim Verkauf der Dornier GmbH an die Daimler-Benz AG war sie Sprecherin des Familienstamms Claudius Dornier. In der Öffentlichkeit wurde sie damals durch ihre engagierte Verhandlungsführung bekannt.

## Leben
Nach dem Schulabschluss in München studierte Martine Tiefenthaler Rechtswissenschaft an der Ludwig-Maximilians-Universität München und wurde Rechtsanwältin. Sie heiratete Conrado Dornier, Sohn von Claudius Dornier, dem ältesten Sohn des Gründers der Dornier-Werke Claude Dornier, und nahm den Doppelnamen Dornier-Tiefenthaler an. Aus der Ehe entstammen vier Kinder. Sie hielt mehrere Aufsichtsratsmandate, unter anderem bei Daimler-Benz und Austrian Airlines. 1995 wurde sie mit dem Thomas-Dehler Preis ausgezeichnet. Dornier-Tiefenthaler besitzt die österreichische Staatsangehörigkeit.

## Verhandlungen mit Daimler-Benz
Edzard Reuter, Vorstandsmitglied und ab 1987 Vorstandsvorsitzender der Daimler-Benz AG, wollte aus dem Automobilunternehmen einen „integrierten Technologiekonzern“ machen, wobei er insbesondere am Ausbau der Flugzeugtechnik strategisch interessiert war. Bei dem Unternehmen Dornier entstanden auf der Eigentümerseite nach dem altersbedingten Ausscheiden von Claudius Dornier Anfang der 1980er Jahre wachsende Meinungsverschiedenheiten, die auch die Unternehmensführung belasteten und schließlich 1985 zu einer Verkaufsbereitschaft führten. Edzard Reuter erkannte die Gelegenheit. Die Verkaufsverhandlungen für die Eigentümer führte Dornier-Tiefenthaler. Sie vertrat die Nachkommen von Claudius Dornier (ihren Mann Conrado, Christian, Camilo und Sandra). Neben ihnen war noch Silvius Dornier an der Flugzeugfirma beteiligt. Daimler-Benz erwarb schließlich 57,55 Prozent des Kapitals und 87,5 Prozent der Stimmrechte, je 21,22 Prozent am Dornier-Kapital hielten danach die beiden Stämme Claudius Dornier sowie Silvius Dornier. Der Kaufpreis betrug 440 Mio. Mark. Die verbliebenen Familiengesellschafter hatten sich außerdem weitreichende Rechte zusichern lassen, so dass zu allen wichtigen Entscheidungen ihre Zustimmung erforderlich war.
Drei Jahre später beabsichtigte Daimler-Benz, die Dornier Beteiligung zusammen mit den anderen Beteiligungen im Bereich Flugzeugbau umzustrukturieren. Sie stießen dabei auf den massiven Widerstand der Dornier Familiengesellschafter, der auch öffentlich ausgetragen wurde. Dornier-Tiefenthaler verhandelt einen für Daimler-Benz schmerzhaften weiteren Vertrag. Für die Zusicherung der „industriellen Führung“ erhielten die Erben 570 Mio. Mark, zusätzlich wurden sie von jedweden Steuerbelastungen aus diesem Vertrag freigestellt und es wurde ihnen eine Mindestdividende von 15 % garantiert. Außerdem übernahm Daimler-Benz die Anwaltskosten der Gegenseite, die Dornier-Tiefenthaler abschließend mit rund 10 Mio. Mark in Rechnung stellte.
Die noch immer unveränderten Beteiligungsverhältnisse ermöglichten jedoch weitere Streitigkeiten. Daimler-Benz übertrug die Dornier Beteiligung 1989 an die neu gegründete DASA. Als Folge entwickelten sich jahrelange Schiedsverfahren zwischen den beiden Parteien, die jedoch meist für Dornier-Tiefenthaler erfolglos endeten. Im Laufe der Zeit veräußerten Dornier Familienmitglieder in Schritten weitere Anteile an die DASA bzw. die Nachfolgegesellschaft EADS, erst 2011 erfolgte der letzte Anteilsverkauf.